# Sucre (Sucre)
Sucre è un comune della Colombia facente parte del dipartimento omonimo.
L'abitato venne fondato da Jerónimo de Bombanti nel 1799.